# Azsamand

Logo des Automobilherstellers

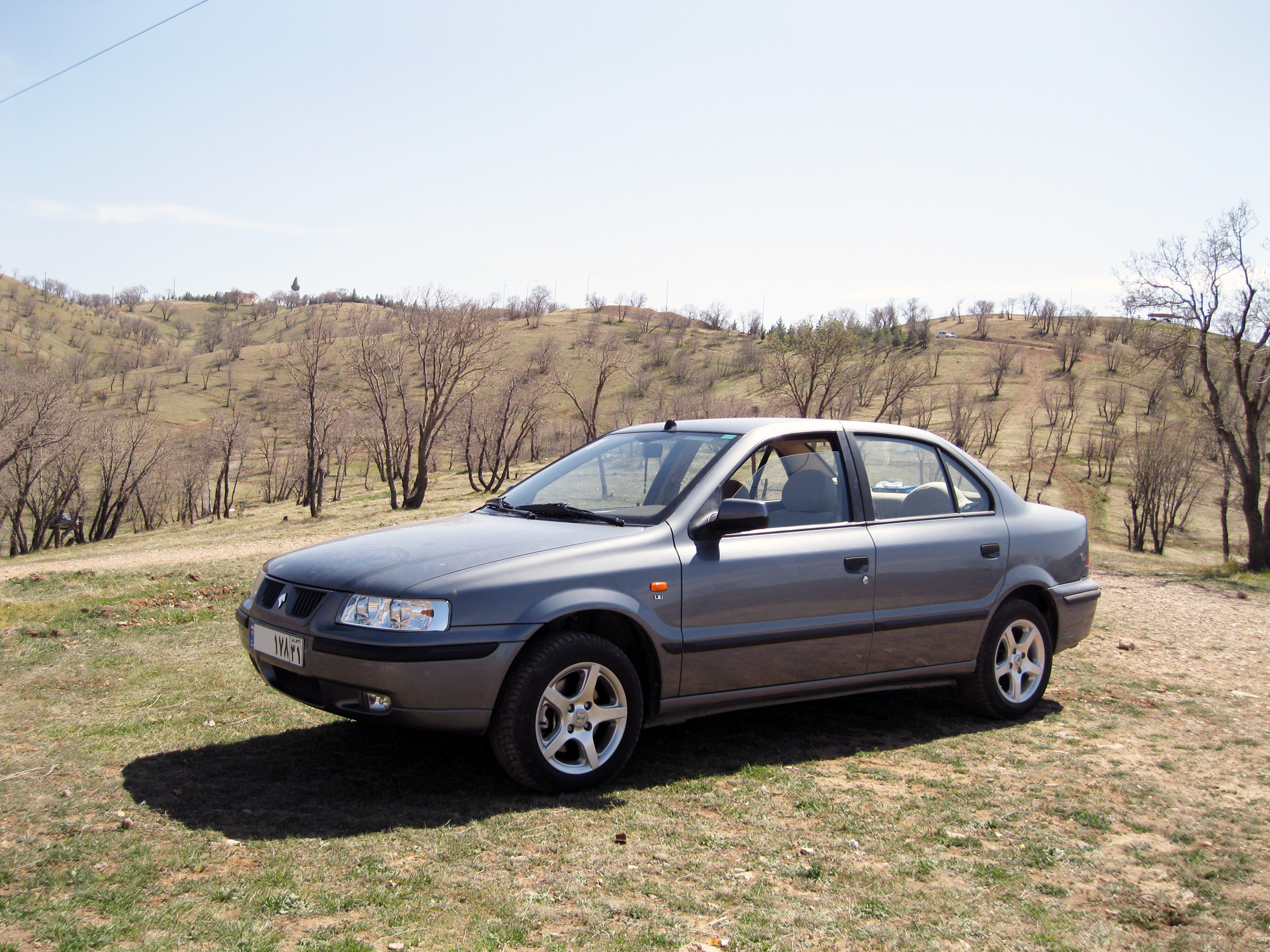
Azsamand Aziz (2005 bis 2010)

Bei Azsamand (Eigenschreibweise: AzSamand) handelt es sich um einen im Oktober 2005 gegründeten Automobilhersteller mit Unternehmenssitz im aserbaidschanischen Şamaxı. Das Unternehmen ist eine Tochtergesellschaft der Evsen-Unternehmensgruppe. Das Projekt zur eigenen Herstellung von Automobilen wurde vom aserbaidschanischen Präsidenten İlham Əliyev initiiert. Daraufhin kam es zu Verhandlungen mit Evsen und der Iran Khodro. Die maximale Jahreskapazität der Azsamand liegt bei 7000 Einheiten. Rund 1200 Arbeitnehmer sind in dem Werk beschäftigt. Für die Errichtung investierte die Export Development Bank of Iran eine Summe in der Höhe von 150 Millionen US-Dollar. Die Leitung des Werkes untersteht dem Direktor Oqtay Nəbiyev.

## Beschreibung
Neben der Montage des Azsamand Aziz findet seit 2010 auch die Produktion von Karosserieteilen und Dieselmotoren statt. Der eingetragene, bisher aber noch nicht verwendete Markenname Aziz, steht für Azərbaycan inamla zirvələrə, was in etwa so viel wie aserbaidschanische Souveränität an der Spitze bedeutet. 
2007 startete im Badge-Engineering die Montage des Peugeot LX. Auf der Autoshow Azerbaijan in Baku fand bereits die Präsentation des Nachfolgers Azsamand LX  statt. Seit 2010 wird das Programm mit dem IKCo Sarir komplettiert, der in Aserbaidschan jedoch mit der modernen Optik des Soren aufwartet.